# Bộ Văn (文)
Bộ Văn, bộ thứ 67 có nghĩa là "văn vẻ" là 1 trong 34 bộ có 4 nét trong số 214 bộ thủ Khang Hy.
Trong Từ điển Khang Hy có 26 chữ (trong số hơn 40.000) được tìm thấy chứa bộ này.

## Tự hình Bộ Văn (文)

Giáp cốt văn
Kim văn
Đại triện
Tiểu triện

## Chữ thuộc Bộ Văn (文)
| Số nét bổ sung | Chữ                     |
| -------------- | ----------------------- |
| 0              | 文/văn/                 |
| 2              | 齐/trai/ 刘/lưu/        |
| 6              | 斊/tề/ 斋/trai/ 蚊/văn/ |
| 7              | 斍/giác/ 斏             |
| 8              | 斌/bân/ 斐/phi/ 斑/ban/ |
| 9              | 斒                      |
| 12             | 斓                      |
| 15             | 斔                      |
| 17             | 斕                      |
| 19             | 斖                      |